# 孙兵
孙兵（1966年12月—），男，湖北随州人，汉族，中国共产党党员。中华人民共和国政治人物、第十三届全国人民代表大会湖北省代表。1987年7月参加工作，1990年7月加入中国共产党，在职大学学历，拥有经济学硕士学位，现任中共鄂州市委书记。

## 生平
孙兵早年在湖北省财政学校财会专业学习，毕业后获分配进入湖北省人民政府办公厅，历任该厅秘书处办事员、科员、副主任科员、其后转任计财处、工交处主任科员、工交处专职秘书，1998年升任副处级，2002年3月再度被拔擢为正处级干部，同年4月，孙兵外放黄石市，出任该市人民政府副秘书长，2004年转任黄石市下陆区委副书记、区长，2007年升任中共下陆区委书记，同时兼任區人大常委会主任。2008年，孙兵回到武汉，出任湖北省卫生厅副厅长。
2012年12月3日，孙兵再度外放地方，出任中共孝感市委常委、孝感市高新技术开发区党工委书记，2014年转兼任市纪委书记。2016年7月，他调离孝感，转任中共荆门市委副书记，翌年12月，转兼任荆门市人民政府市长，2018年，当选为第十三届全国人民代表大会代表，任期5年，代表湖北省选区。2021年5月26日，调任中共鄂州市委书记，并于翌年1月起兼任同市人大常委会主任。2022年6月21日，当选为中共二十大代表。

## 外部連結
- 全国人民代表大会代表信息-孙兵